# Ternata
Ternata (franska: Ternata (CR), Ternata (Commune Rurale), arabiska: تامكروت) är en kommun i Marocko.   Den ligger i provinsen Zagora och regionen Drâa-Tafilalet, i den östra delen av landet, 400 km söder om huvudstaden Rabat. Antalet invånare är 14 185.